# Parque nacional de la Baja Tatra
El Parque nacional de la Baja Tatra (en eslovaco: Národný park Nízke Tatry) es un parque nacional en el centro de Eslovaquia, entre el río Vah y los valles del río Hron. El parque y su zona de amortiguamiento cubren toda la cordillera de bajas montañas de Tatras; el parque tiene una superficie de 728 km² y su zona de amortiguamiento tiene 1.102 km². Es el parque nacional más grande de Eslovaquia.
Se divide entre la región de Banská Bystrica (distritos de Banská Bystrica y Brezno), la Región de Žilina (distritos de Ružomberok y Liptovský Mikuláš ) y la Región de Prešov (distrito de Poprad). El parque fue establecido en 1978 y al principio cubría 811 kilómetros cuadrados, y la zona de amortiguamiento era 1.240 kilómetros cuadrados, 2.051 km ²juntos. Sus límites fueron ajustados en el año 1997, reduciendo su superficie total a 1.830 km². El pico más alto es Ďumbier (a 2.043 metros o 7063 pies ).